# Atmel Studio
Atmel Studio (до 6 версії AVR Studio) — інтегроване середовище розробки для програмування та відлагодження програм для мікроконтролерів AVR та AVR32 в операційних системах Windows. Після шостої версії середовище може працювати як і з AVR-контролерами, так і з системами з ARM-архітектурою. 

## Історія
Програмний пакет AVR Studio розробляється компанією Atmel з 2004 року. Починаючи з версії 6.0, компанія змінила назву програми на Atmel Studio та додала можливість програмувати системи на базі ARM-архітектури. Раніше існував і фірмовий асемблер під ОС Windows (wavrasm.exe) від Atmel, який поєднував асемблер і редактор, проте, невдовзі після появи AVR Studio відмовились від його подальшого розвитку.

## Опис
Atmel Studio містить в собі такі інструмени, як вбудований C/C++-компілятор, симулятор мікропроцесорної системи для відлагодження програм, менеджер проектів, редактор коду, модуль внутрішньосхемного відлагодження, а також інтерфейс командного рядка. Крім стандартних елементів, середовище підтримує ряд інших інструментів, таких як компілятор GCC та плагін AVR RTOS (операційної системи реального часу). Крім C/C++, середовище дозволяє програмувати також на асемблері.